# Aegean Airlines
Aegean Airlines — флагманська авіакомпанія Греції. Здійснює регулярні та чартерні рейси з Афін, Салонік та інших великих грецьких міст. Діють низка регулярних та сезонних європейських напрямків. Основна база — Міжнародний аеропорт «Елефтеріос Венізелос» Афін, а також Міжнародний аеропорт «Македонія», Салоніки.
Акції компанії котируються на Афінській фондовій біржі : Athex: AEGN
.

## Перевезення
2008 року Aegean Airlines перевезли 597 8083 пасажирів, перевершивши свого найбільшого конкурента Olympic Airlines, що здійснили перевезення 526 5729 пасажирів.
22 лютого 2010 року компанії Olympic Air та Aegean Airlines оголосили про об'єднання. Нова авіакоманія носитиме ім'я Olympic Air, а її акціонери володітимуть по 50% нової компанії, в якій будуть зайняті майже 6 тисяч осіб. Також нова Olympic Air буде контролювати внутрішні рейси в Греції майже на 100%, тому операція вимагає схвалення грецьких і європейських антимонопольних владних структур. Проте 21 жовтня 2010 року комісія ЄС оголосила про необхідність відкласти операцію до січня 2011 року.
30 червня 2010 року Aegean Airlines стали 28-ю за рахунком «зіркою» у Star Alliance, асоціації, яка об'єднує по всьому світу флот у близько 4 000 літаків та перевозить 600 мільйонів пасажирів щороку.
23 листопада 2010 року Aegean Airlines відзвітувало, що за перші 10 місяців 2010 року компанія заробила 466 200 000 євро, що на 3% менше, ніж у відповідний період 2009 року. Хоча на міжнародних маршрутах кількість перевезень зросла на 12%, внутрішні перевезення скоротились на 15% до 2,5 млн пасажирів. Відтак загалом пасажирські перевезення скоротились на 3%, попередні податкові збитки склали 1,9 млн євро, а після сплати податків втрати становитимуть — 8,4 млн євро.

## Напрямки

### Африка
| Країна | Місто | ICAO | IATA | Назва аеропорту           |
| ------ | ----- | ---- | ---- | ------------------------- |
| Єгипет | Каїр  | HECA | CAI  | Міжнародний аеропорт Каір |

### Європа
| Країна          | Місто              | ICAO | IATA | Назва аеропорту                              |
| --------------- | ------------------ | ---- | ---- | -------------------------------------------- |
| Албанія         | Тирана             | LATI | TIA  | Міжнародний аеропорт Тирана                  |
| Бельгія         | Брюссель           | EBBR | BRU  | Міжнародний аеропорт «Завентем»              |
| Болгарія        | Софія              | LBSF | SOF  | Міжнародний аеропорт Софія                   |
| Франція         | Париж              | LFPG | CDG  | Париж-Шарль де Голль                         |
| Німеччина       | Гамбург            | EDDH | HAM  | Міжнародний аеропорт Гамбург                 |
| Німеччина       | Ганновер           | EDDV | HAJ  | Міжнародний аеропорт Ганновер                |
| Німеччина       | Берлін             | EDDT | TXL  | Берлін-Тегель                                |
| Німеччина       | Мюнхен             | EDDM | MUC  | Міжнародний аеропорт «Штраус»                |
| Німеччина       | Дюссельдорф        | EDDL | DUS  | Міжнародний аеропорт Дюссельдорф             |
| Німеччина       | Штутгарт           | EDDS | STR  | Міжнародний аеропорт Штутгарт                |
| Німеччина       | Франкфурт-на-Майні | EDDF | FRA  | Міжнародний аеропорт Франкфурт-на-Майні      |
| Велика Британія | Лондон             | EGSS | STN  | Лондон-Станстед                              |
| Італія          | Венеція            | LIPZ | VCE  | Міжнародний аеропорт «Марко Поло»            |
| Італія          | Мілан              | LIMC | MXP  | Мілан-Мальпенса                              |
| Італія          | Рим                | LIRF | FCO  | Міжнародний аеропорт імені Леонардо да Вінчі |
| Кіпр            | Ларнака            | LCLK | LCA  | Міжнародний аеропорт Ларнака                 |
| Кіпр            | Пафос              | LCPH | PFO  | Міжнародний аеропорт Пафос                   |
| Нідерланди      | Амстердам          | EHAM | AMS  | Міжнародний аеропорт Схіпхол                 |
| Португалія      | Лісабон            | LPPT | LIS  | Міжнародний аеропорт «Портела»               |
| Румунія         | Бухарест           | LROP | OTP  | Міжнародний аеропорт «Отопень»               |

### Греція
| Місто           | ICAO | IATA | Назва аеропорту                                 |
| --------------- | ---- | ---- | ----------------------------------------------- |
| Афіни           | LGAV | ATH  | Міжнародний аеропорт «Елефтеріос Венізелос»     |
| Александруполіс | LGAL | AXD  | Міжнародний аеропорт Александруполіс            |
| Іракліон        | LGIR | HER  | Міжнародний аеропорт «Нікос Казандзакіс»        |
| Салоніки        | LGTS | SKG  | Міжнародний аеропорт «Македонія»                |
| Яніна           | LGΙΟ | ΙΟΑ  | Національний аеропорт Яніна                     |
| Кавала          | LGKV | KVA  | Міжнародний аеропорт Кавала «Александр Великий» |
| Керкіра         | LGKR | CFU  | Міжнародний аеропорт Керкіра                    |
| Кефалінія       | LGKF | ΕFL  | Міжнародний аеропорт острів Кефалінія           |
| Кос             | LGKO | KGS  | Національний аеропорт острів Кос                |
| Міконос         | LGMK | JMK  | Національний аеропорт острів Міконос            |
| Мітилена        | LGMT | MJT  | Міжнародний аеропорт Мітилени                   |
| Родос           | LGRP | RHO  | Міжнародний аеропорт Родос «Діагорас»           |
| Самос           | LGSM | SMI  | Міжнародний аеропорт Самос                      |
| Санторіні       | LGSR | JTR  | Національний аеропорт Санторіні                 |
| Ханья           | LGSA | CHQ  | Міжнародний аеропорт «Іоанніс Даскалоянніс»     |
| Хіос            | LGHI | JKH  | Національний аеропорт острів Хіос               |

### Код-шерінговіугоди
Код-шерінгові угоди підписані з наступними авіакомпаніями:
- Air Canada
- Air Serbia
- airBaltic
- Brussels Airlines
- Bulgaria Air
- EgyptAir
- Ethiopian Airlines
- Etihad Airways
- Gulf Air[10][11]
- Hainan Airlines[12]
- LOT Polish Airlines
- Lufthansa
- Olympic Air
- S7 Airlines
- Scandinavian Airlines
- Singapore Airlines
- Swiss International Air Lines
- TAP Air Portugal
- TAROM
- Turkish Airlines

## Флот
Флот Aegean Airlines станом на липень 2022:
| Тип             | В дії | Замовлено | Пасажири | Примітки                           | Ref.                 |
| --------------- | ----- | --------- | -------- | ---------------------------------- | -------------------- |
| Airbus A319-100 | 1     | —         | 144      |                                    | [ 15 ]               |
| Airbus A320-200 | 29    | —         | 174      |                                    | [ 16 ]               |
| Airbus A320neo  | 6     | 14        | 180      | Повинні будуть доставлені до 2026. | [ 17 ] [ 18 ] [ 19 ] |
| Airbus A321-200 | 10    | —         | 206      |                                    | [ 20 ]               |
| Airbus A321neo  | 9     | 10        | 220      |                                    | [ 21 ] [ 18 ] [ 22 ] |
| Total           | 55    | 24        |          |                                    |                      |